# اتوبوس‌رانی برای تبعیض‌نژادزدایی

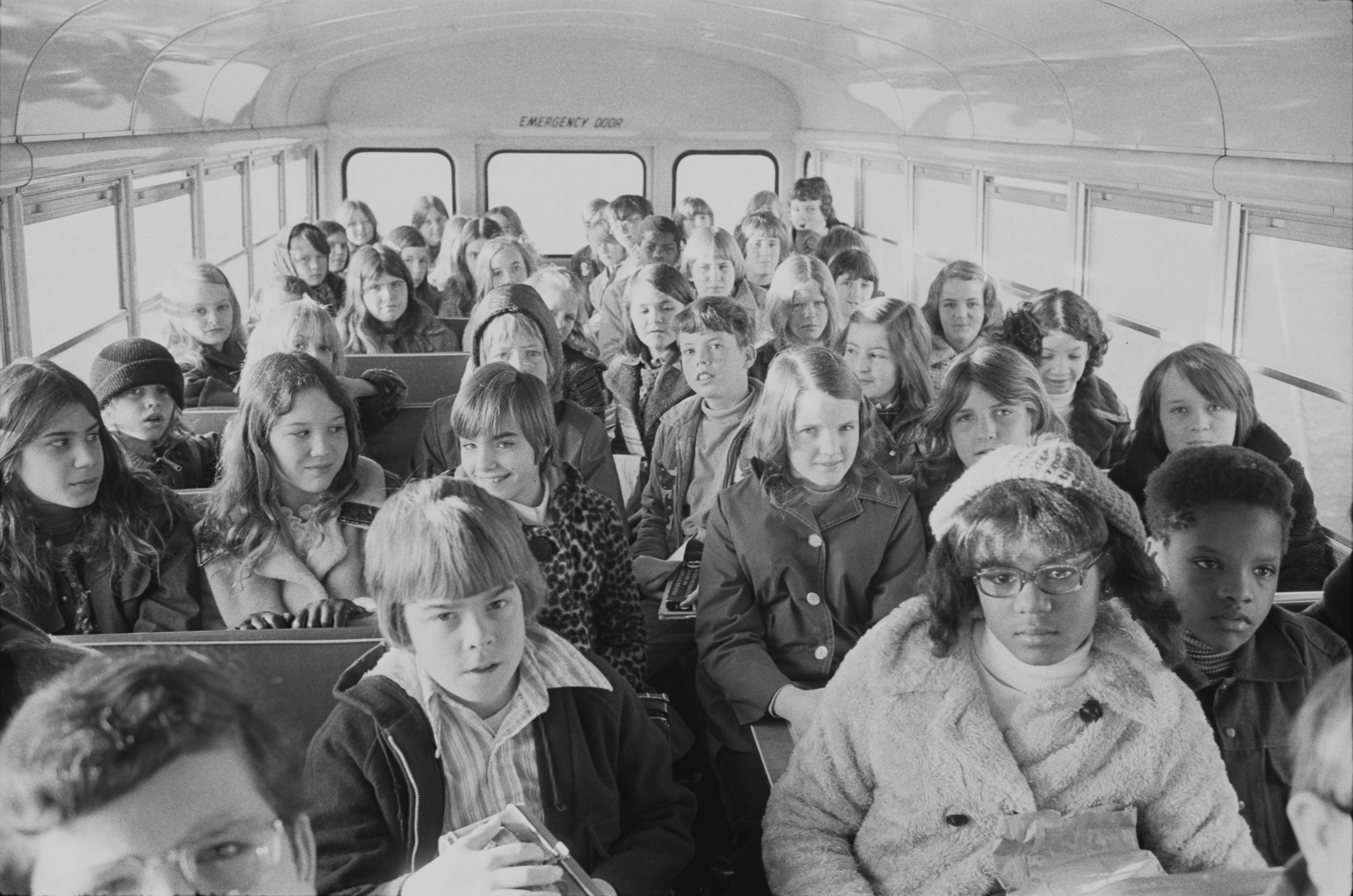
اتوبوس‌رانی یکپارچه‌شده در شارلوت، کارولینای شمالی، فوریه ۱۹۷۳

اتوبوس‌رانی برای یکپارچه‌سازی‌نژادی (به انگلیسی: Race-integration busing) در ایالات متحده (همچنین به‌طورساده به‌صورت اتوبوس‌گردانی (به انگلیسی: busing) ، اتوبوس‌رانی یکپارچه‌شده (به انگلیسی: Integrated busing) یا توسط منتقدان آن به‌عنوان اتوبوس‌گردانی اجباری (به انگلیسی: forced busing) شناخته می‌شود) عملی بود که دانش‌آموزان را به مدارس داخل یا خارج از ناحیه مدرسه محلی‌یشان به‌منظور تنوع بخشیدن به ساختار نژادی مدارس منتقل می‌کردند. درحالی که تصمیم مهم دادگاه عالی ایالات متحده در سال ۱۹۵۴ در براون در برابر هیئت آموزش جداسازی نژادی در مدارس دولتی را غیرقانونی اعلام کرد، بسیاری از مدارس آمریکایی به دلیل نابرابری مسکن عمدتاً تک‌نژادی باقی ماندند. در تلاشی برای رسیدگی به جداسازی شرعی جاری در مدارس، تصمیم دیوان عالی سال ۱۹۷۱، سوان علیه شورای آموزش شارلوت-مکلنبورگ، حکم‌داد که دادگاه‌های فدرال می‌توانند از اتوبوس‌رانی به عنوان ابزار پکپارچه‌سازی بیشتر برای دستیابی به تعادل نژادی استفاده کنند.
اتوبوس‌گردانی با مخالفت قابل‌توجهی از سوی سیاه پوستان و سفیدپوستان روبرو شد. این سیاست منجر به جابجایی تعداد زیادی از خانواده‌های سفیدپوست به حومه شهرهای بزرگ شد، پدیده‌ای که به عنوان پرواز سفید شناخته می‌شود، که اثربخشی این سیاست را بیشتر کاهش‌داد. بسیاری از سفیدپوستانی که ماندند فرزندان خود را به مدارس خصوصی یا مدارس اَبرَشیه منتقل کردند. این اثرات با هم ترکیب‌شدند و بسیاری از مناطق مدارس شهری را عمدتاً غیرسفید پوست کرد و هرگونه اثربخشی اتوبوس‌گردانی اجباری ممکن است داشته باشد را کاهش‌داد.

## بیشتر خواندن
- David S. Ettinger, "The Quest to Desegregate Los Angeles Schools," Los Angeles Lawyer, vol. 26 (مارس ۲۰۰۳).
- Brian Daugherity and Charles Bolton (eds.), With All Deliberate Speed: Implementing Brown v. Board of Education. Fayetteville, AR: University of Arkansas Press, 2008. شابک ‎۱−۵۵۷−۲۸۸۶۸−۲ISBN ۱-۵۵۷-۲۸۸۶۸-۲.
- Jones, Nathaniel R. "Milliken v. Bradley: Brown's Troubled Journey North." Fordham Law Review 61 (1992): 49+ Online.
- K'Meyer, Tracy E. From Brown to Meredith: The Long Struggle in School Desegregation in Louisville, Kentucky, 1954–2007. Chapel Hill, NC: University of North Carolina Press, 2013. شابک ‎۱−۴۶۹−۶۰۷۰۸−۵ISBN ۱-۴۶۹-۶۰۷۰۸-۵.
- Lassiter, Matthew. The Silent Majority: Suburban Politics in the Sunbelt South. Princeton, NJ: Princeton University Press, 2005. شابک ‎۰−۶۹۱−۰۹۲۵۵−۹ISBN ۰-۶۹۱-۰۹۲۵۵-۹.
- J. Anthony Lukas, Common Ground: A Turbulent Decade in the Lives of Three American Families. New York: Alfred A. Knopf, 1985. شابک ‎۰−۳۹۴−۴۱۱۵۰−۱ISBN ۰-۳۹۴-۴۱۱۵۰-۱.
- McAndrews, Lawrence J. "Missing the bus: Gerald Ford and school desegregation." Presidential Studies Quarterly 27.4 (1997): 791-804 Online.
- Lillian B. Rubin, Busing and Backlash: White Against White in an Urban School District. Berkeley, CA: University of California Press, 1972. شابک ‎۰−۵۲۰−۰۲۱۹۸−۳ISBN ۰-۵۲۰-۰۲۱۹۸-۳.
- Wells, Amy Stuart. Both Sides Now: The Story of School Desegregation's Graduates. Berkeley, CA: University of California Press, 2009. شابک ‎۰−۵۲۰−۲۵۶۷۷−۸ISBN ۰-۵۲۰-۲۵۶۷۷-۸.